# Petrophora extremaria
Petrophora extremaria är en fjärilsart som beskrevs av Walker 1861. Petrophora extremaria ingår i släktet Petrophora och familjen mätare. Inga underarter finns listade i Catalogue of Life.